# Unterer Kaltenbachsee
Unterer Kaltenbachsee är en sjö i Österrike.   Den ligger i förbundslandet Steiermark, i den centrala delen av landet, 200 km sydväst om huvudstaden Wien. Unterer Kaltenbachsee ligger 1 934 meter över havet.
Trakten runt Unterer Kaltenbachsee består i huvudsak av gräsmarker. Runt Unterer Kaltenbachsee är det ganska glesbefolkat, med 22 invånare per kvadratkilometer.